# Уржумский ярус
| Пермский период в ОСШ (Россия) Деление по состоянию на март 2024 года |              |                |                       |
| система                                                               | отдел        | ярус / век     | Ниж. граница, млн лет |
| Триас                                                                 | Нижний       | Индский        | 251,902±0,024         |
| Пермь                                                                 | Татарский    | Вятский        | 259,51±0,2            |
| Пермь                                                                 | Татарский    | Северодвинский | 264,28±0,16           |
| Пермь                                                                 | Биармийский  | Уржумский      | 266,9±0,4             |
| Пермь                                                                 | Биармийский  | Казанский      | 273,01±0,14           |
| Пермь                                                                 | Приуральский | Уфимский       | ?                     |
| Пермь                                                                 | Приуральский | Кунгурский     | 283,5±0,6             |
| Пермь                                                                 | Приуральский | Артинский      | 290,1±0,26            |
| Пермь                                                                 | Приуральский | Сакмарский     | 293,52±0,17           |
| Пермь                                                                 | Приуральский | Ассельский     | 298,9±0,15            |
| Карбон                                                                | Верхний      | Гжельский      | больше                |

Уржумский ярус (англ. Urzhumian Stage) — второй (верхний) ярус биармийского отдела пермской системы в Общей стратиграфической шкале России. Охватывает породы, сформировавшиеся в уржумский век биармийской эпохи пермского периода, 266,9—264,28 миллионов лет назад (всего около 2 миллионов лет). Расположен над казанским ярусом биармийского отдела и под северодвинским ярусом татарского отдела. Примерно соответствует вордскому ярусу гваделупского отдела в Международной стратиграфической шкале.
Название, данное по городу Уржум, предложил Г. Н. Фредерикс в 1918 году.
Нижняя граница определяется появлением остракод Paleodarwinula fragiliformis/Prasuchonella nasalis, а также ихтиокомплекса Platysomus biarmicus/Kargalichthys efremovi.
В Предуральском прогибе общая мощность яруса доходит до 780—1000 м.

## История
До 2006 года уржумский, северодвинский и вятский ярусы рассматривались как горизонты в составе татарского яруса, но при модернизации стратиграфической шкалы России их преобразовали в одноимённые ярусы. Уржумский ярус вошёл в состав биармийского отдела вместе с казанским ярусом.

## Определение
В биармийский отдел уржумский ярус включён на основании большего сходства его биоты с казанской, чем с северодвинской. Нижняя граница (подошва) уржумского яруса совпадет с остракодовой зоной Paleodarwinula fragiliformis—Prasuchonella nasalis. В качестве дополнительного маркера выступает основание ихтиокомплекса Platysomus biarmicus—Kargalichthys efremovi.

## Палеогеография
В пермском периоде Восточно-Европейская платформа располагалась в зоне субтропиков, на широтах 20-25° северного полушария, испытывая попеременные поднятия и опускания и смещения с северо-востока на юго-запад и обратно. В казанском веке данная территория испытывала погружение, следствием чего стало образование на ней обширного морского бассейна. В уржумском веке движение сменилось на обратное, платформа «приподнялась» и граница зоны аридного климата сместилась на северо-восток. Предполагается, что в это время остатки казанского моря слились в единое пресноводное море-озеро. Позднее, в северодвинском веке, ситуация опять поменялась на противоположную. Виртуальный геомагнитный полюс в те времена располагался в северо-западной части Тихого океана и за время от уржумского века до раннего триаса сместился на более чем 10° к северу.

## Органический мир

### Флора
По ископаемым остаткам уржумского возраста известны харовые водоросли, членистостебельные, папоротники, птеридоспермы, войновскиевые, плауновые и голосеменные растения.

### Фауна
В уржумских отложениях Ишимбайского района Башкортостана обнаружены окаменелости остракод родов Darwinuloidests (sic), Paleodarwinula и Prasuchonell (sic). Обитавшие в уржумском веке тараканообразные насекомые из отрядов Reculida и Eoblattida в составе некоторых семейств перешли и в мезозой.